# 里岩
77°5′S 145°10′W / 77.083°S 145.167°W
里岩（英語：Rea Rocks）是南極洲的岩石，位於瑪麗伯德地，屬於福特山脈的一部分，美國地質調查局根據測量和美國海軍拍攝的空中照片繪入地圖，現時由南極條約體系管理。